# Tapiete
El tapiete és una llengua parlada al Paraguai, Bolívia i l'Argentina, sovint considerada un dialecte del guaraní oriental bolivià, que al seu torn és una variant de l'idioma guaraní utilitzat pels tapietes. També és conegut amb els noms de: guarayo, guasurangue, guasurango, tirumbae, yanaigua, ñandeva o ñanagua.
Sovint es troba en moltes publicacions que la paraula tapiete és accentuada en forma aguda en denominar a aquest poble (tapieté), però això és un error per confusió amb l'accentuació aguda d'altres variants de l'idioma guaraní (com el paraguaià), ja que els tapietes i els chiriguanos han adoptat l'accentuació greu per a la majoria de les seves paraules.
Al Paraguai és parlat per unes 2.270 persones. A l'Argentina, és parlat per una comunitat de 100 habitants d'un llogaret proper a Tartagal, província de Salta. La majoria dels parlants també utilitza el guaraní paraguaià i l'espanyol.
Des de la promulgació del decret suprem núm. 25894 l'11 de setembre de 2000 el tapiete és una de les llengües indígenes oficials de Bolívia. Va ser inclòs en la Constitució Política promulgada el 7 de febrer de 2009.